# Christian Höhle
Johann Christian Höhle (* 30. August 1775 in Waldeck; † 8. Juli 1849 ebenda) war ein deutscher Politiker, MdL Waldeck.

## Leben
Höhles Vater war der Bürgermeister der Stadt Waldeck Justus Wilhelm Höhle (1745–1817), seine Mutter war Anna Elisabeth, geb. Rausch (1874–1821). Johann Christian Höhle heiratete 1803 Anna Catharina Hankel (1776–1836). Im gleichen Jahr erwarb Höhle das Bürgerrecht der Stadt Waldeck und arbeitete anschließend als Kaufmann. 1821/22 wurde Höhle Stadtschreiber und einer von drei Akziseschreibern am Oberrentamt der Werbe. Von 1814 bis 1816, dann wiederum von 1818 bis 1829, von 1820 bis 1822, von 1824 bis 1826, von 1830 bis 1831 und von 1834 bis 1835 war Höhle Bürgermeister von Waldeck. Zu diesen Zeiten war er jeweils auch Waldeckischer Landstand.